# Johan Eberhard von Schantz (amiral)
Johan Eberhard von Schantz, född den 29 oktober 1802 i Björneborg, Finland, och död den 3 januari 1880 i Sankt Petersburg, var en finskfödd amiral i den ryska kejserliga flottan, fartygsdesigner och upptäckare.
von Schantz gick in i ryska flottan år 1821 och deltog år 1834 som fartygsbefälhavare i en världsomsegling, under vilken en ögrupp i Stilla havet döptes efter honom. Han kom därefter att verka som skeppskonstruktör fram till Krimkriget. Han befordrades år 1855 till viceamiral och blev befälhavare för flottans första eskader. År 1860 blev han äldste flaggkommendör vid Östersjöeskadern och år 1863 blev han medlem av amiralitetskollegiet. År 1866 utsågs han till amiral. von Schantz gav bland annat ut biografierna Mina första steg på sjömansbanan (1870) och Mina första steg på örlogsmannabanan (1871).